# David Haig
David Haig, född 20 september 1955 i Aldershot, Hampshire, är en brittisk skådespelare och författare. Haig är främst känd för rollerna som Bernard i Fyra bröllop och en begravning och kriminalinspektör Derek Grim i Mitt liv som snut.

## Filmografi i urval
- 1980 – Doctor Who (TV-serie)
- 1985 – Närkontakt av värsta graden
- 1990 – Portrait of a Marriage (TV-serie)
- 1992 – Kommissarie Morse (TV-serie)
- 1993 – Cracker (TV-serie)
- 1994 – Fyra bröllop och en begravning
- 1994 – Kärlek på villospår (TV-serie)
- 1995–1996 – Mitt liv som snut (TV-serie)
- 2002 – Kärlek på jobbet
- 2007 – My Boy Jack
- 2008 – Agatha Christie's Marple (TV-serie)
- 2009 – Morden i Midsomer (TV-serie)
- 2013 – Javisst, herr minister (TV-serie)
- 2013 – The Wright Way (TV-serie)
- 2016 – Florence Foster Jenkins
- 2018 – Killing Eve (TV-serie)
- 2019 – Downton Abbey
- 2020 – Cobra (TV-serie)
- 2025 – Étoile (TV-serie)